# Reľov
Reľov é um município da Eslováquia, situado no distrito de Kežmarok, na região de Prešov. Tem 14,98 km² de área e sua população em 2018 foi estimada em 346 habitantes.

## Demografia
| Ano:        | 1994 | 2004   | 2014   | 2024   |
| ----------- | ---- | ------ | ------ | ------ |
| Broj ljudi: | 343  | 359    | 365    | 337    |
| Razlika:    |      | +4,66% | +1,67% | -7,67% |

| Ano:               | 2023 | 2024   |
| ------------------ | ---- | ------ |
| Número de pessoas: | 339  | 337    |
| Diferença:         |      | -0,58% |